# Galim-Tignère
Ne doit pas être confondu avec Galim.
Galim-Tignère est une commune du Cameroun située dans la région de l'Adamaoua et le département du Faro-et-Déo.

## Population
Lors du recensement de 2022 la commune comptait 35 002 habitants, dont 65 034 pour la ville de Galim-Tignère proprement dite.

## Structure administrative de la commune
Outre Galim-Tignère proprement dit, la commune comprend les villages suivants :

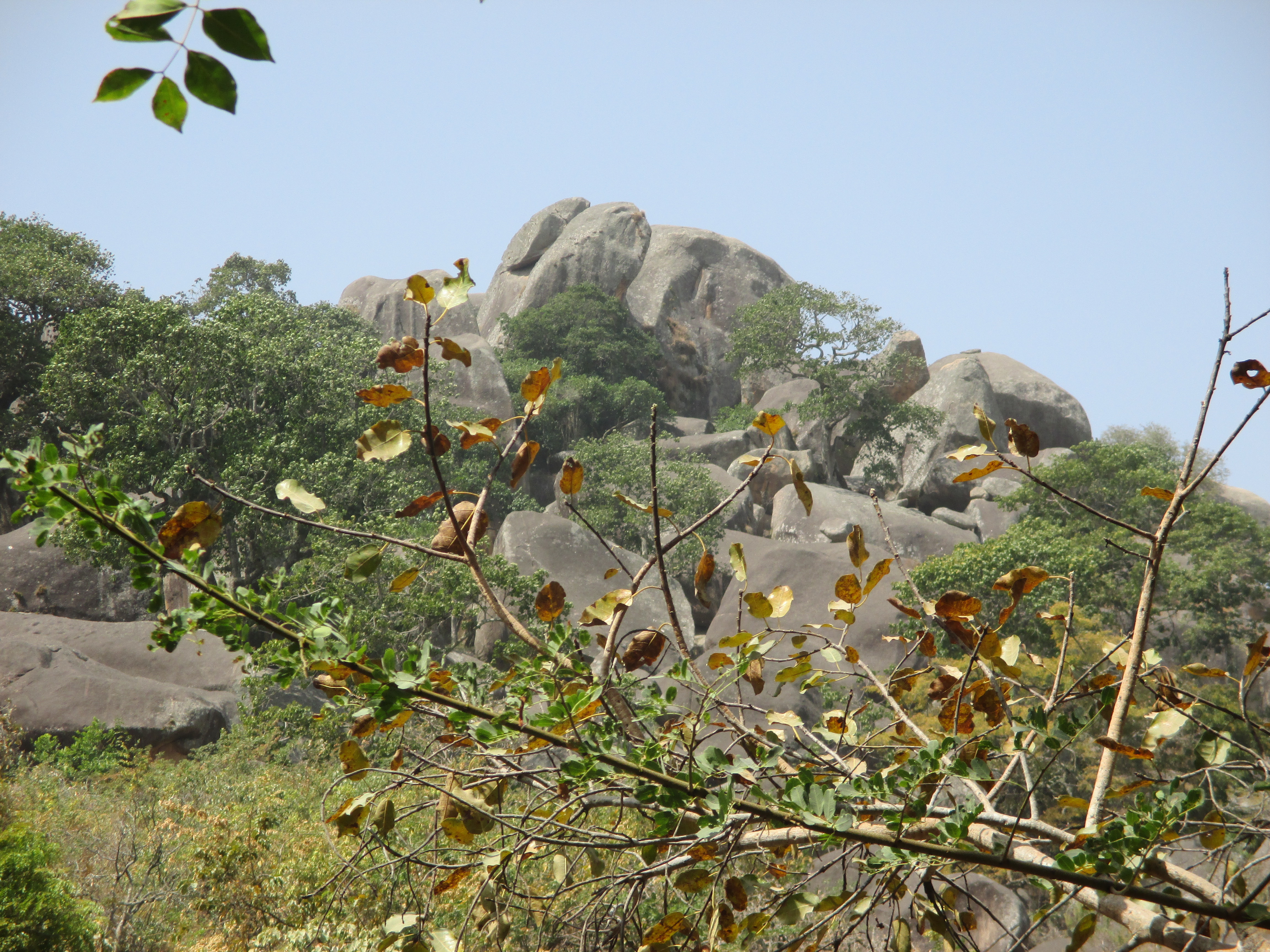
Mont Djim

- Beri
- Bontadji
- Bourle
- Djambouto Nastirde
- Djem
- Garbaya II
- Garbayo Iware II
- Gonkira
- Lompta
- Mayo-Beli
- Mayo-Dankali
- Mayo-Perde
- Mayo-Sangnare
- Mayo-Tagouri Vivre
- Mboudoua
- Ngouri
- Ngouri Legal Goro
- Ngouri Bari
- Nguara
- Nguinkol-Assawe
- Sabongari
- Tagouri-Pont
- Tchabal Mbabo
- Tike
- Tonde Wandou
- Wantchande
- Wogondou